# William Ward (Politiker)

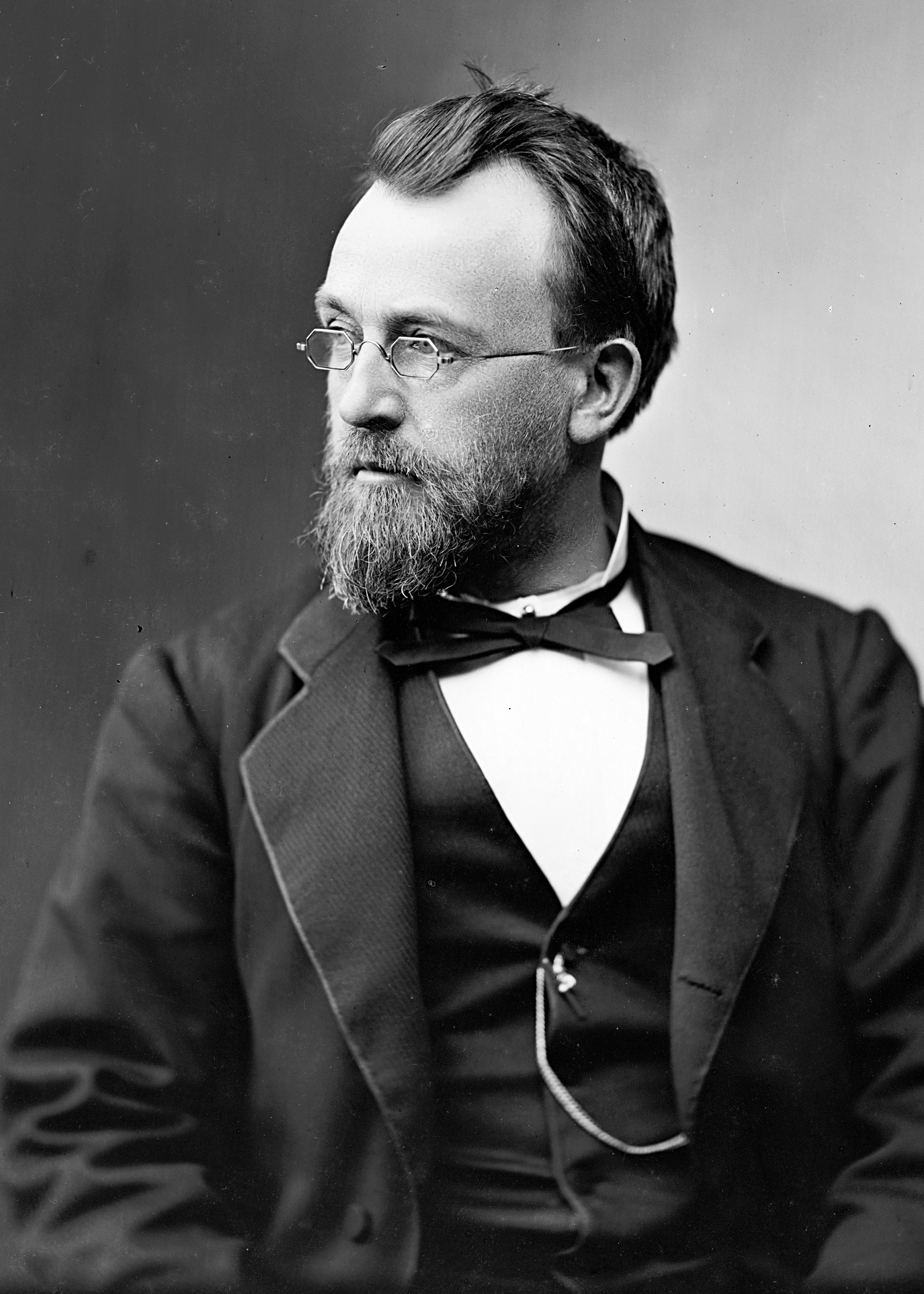
William Ward

William Ward (* 1. Januar 1837 in Philadelphia, Pennsylvania; † 27. Februar 1895 in Chester, Pennsylvania) war ein US-amerikanischer Politiker. Zwischen 1877 und 1883 vertrat er den Bundesstaat Pennsylvania im US-Repräsentantenhaus.

## Werdegang
William Ward besuchte das Girard College in Philadelphia. Danach absolvierte er bei der Zeitung Delaware County Republican eine Lehre im Druckerhandwerk. Nach einem anschließenden Jurastudium und seiner 1859 erfolgten Zulassung als Rechtsanwalt begann er in Chester in diesem Beruf zu arbeiten. Außerdem war er im Immobiliengeschäft und im Bankgewerbe tätig. Politisch schloss er sich der Republikanischen Partei an. Er wurde Mitglied im Stadtrat von Chester und zeitweise auch juristischer Vertreter dieser Stadt.
Bei den Kongresswahlen des Jahres 1876 wurde Ward im sechsten Wahlbezirk von Pennsylvania in das US-Repräsentantenhaus in Washington, D.C. gewählt, wo er am 4. März 1877 die Nachfolge von Washington Townsend antrat. Nach zwei Wiederwahlen konnte er bis zum 3. März 1883 drei Legislaturperioden im Kongress absolvieren. Im Jahr 1882 verzichtete er auf eine weitere Kandidatur.
Nach dem Ende seiner Zeit im US-Repräsentantenhaus nahm William Ward seine früheren Tätigkeiten wieder auf. Er starb am 27. Februar 1895 in Chester, wo er auch beigesetzt wurde.